# Покровське (Первомайський район)
Покровське (до 2016 — Гуляницьке) — село в Україні, у Врадіївській селищній громаді Первомайського району Миколаївської області. Населення становить 524 осіб. Розташоване за 15 км на південь від центру громади і залізничної станції Врадіївка.
У селі є загальноосвітня школа, будинок культури, бібліотека, медичний пункт, дитячі ясла, відділення зв'язку.

## Історія
Село засноване у 1922 році й назване на честь командира 1-го комуністичного загону особливого призначення Т. М. Гуляницького. До 50-річчя встановлення радянської влади в селі встановлено погруддя цього більшовицького діяча.
У роки Другої світової війни 136 мешканців села брали участь в бойових діях, 89 з них нагороджені державними нагородами СРСР, 55 селян загинуло. У 1965 році в селі встановлено пам'ятник загиблим односельчанам.
За часів СРСР у селі містилась центральна садиба колгоспу імені В. І. Леніна. У 1949 році за отримання високого врожаю зернових і технічних культур ланкові рільничих бригад Ф. С. Корчинська, Ю. Н. Сербул, О. У. Сетер були удостоєні звання Героя Соціалістичної Праці.
В 2016 році на виконання Закону України «Про засудження комуністичного та націонал-соціалістичного (нацистського) тоталітарних режимів в Україні та заборону пропаганди їхньої символіки» село перейменоване на Покровське.
Колишній орган місцевого самоврядування — Покровська сільська рада.

## Населення
Згідно з переписом УРСР 1989 року чисельність наявного населення села становила 483 особи, з яких 215 чоловіків та 268 жінок.
За переписом населення України 2001 року в селі мешкало 510 осіб.

### Мова
Розподіл населення за рідною мовою за даними перепису 2001 року:
| Мова       | Відсоток |
| ---------- | -------- |
| українська | 97,52 %  |
| російська  | 1,53 %   |
| вірменська | 0,57 %   |
| молдовська | 0,38 %   |